# Georgi Stojkowski
Georgi Iwanow Stojkowski (bulgarisch Георги Иванов Стойковски, wiss. Transliteration Georgi Ivanov Stojkovski; * 10. Mai 1941 in Buta, Panagjurischte; † 4. Mai 2023) war ein bulgarischer Dreispringer. 

## Sportliche Laufbahn
Bei den Olympischen Spielen 1964 in Tokio sprang er in der Qualifikation 16,21 m. Im Finale wurde er mit einer Weite von 16,10 m Siebter. 1966 bei den Leichtathletik-Europameisterschaften in Budapest sprang er mit 16,67 m bulgarischen Rekord. Er gewann den Titel mit einem Zentimeter Vorsprung auf Hans-Jürgen Rückborn aus der DDR, der ebenfalls Landesrekord sprang.
In der Höhe von Mexiko-Stadt bei den Olympischen Spielen 1968 wurde Stojkowski mit 16,46 m Neunter. 1969 bei den Europameisterschaften in Athen sprang er in der Qualifikation 16,39 m. Im Finale kam er jedoch nur auf 15,14 m und wurde Zwölfter. Bei den Halleneuropameisterschaften 1971 in Sofia trat er ein letztes Mal bei einer internationalen Meisterschaft an und wurde mit 16,00 m Siebter.
Von 1964 bis 1971 mit der Ausnahme 1967 wurde er bulgarischer Meister im Dreisprung.
Georgi Stojkowski war 1,73 m groß und wog in seiner aktiven Zeit 71 kg.